# Lanzellino d'Asburgo
Lanzellino d'Asburgo (... – 991) è stato un nobile tedesco, fu conte di Altenburg e Klettgau.

## Biografia
Lanzellino di Klettgau (o Lanzellino, abbreviazione di Landolfo), era figlio di Guntram il Ricco, uno dei primi antenati degli Asburgo.
Sposò Luitgarda di Nellenbourg, figlia di Eberdo III, conte di Nellenbourg in Turgovia.
Ebbero quattro figli:
- Radbot d'Asburgo, nato nel 970
- Rodolfo, conte in Alta Alsazia
- Werner I d'Asburgo, vescovo di Strasburgo. Secondo Jean Bérenger, avrebbe potuto essere il genero e non il figlio di Lancelin I
- Lanzellino o Lantolt

Lanzellino morì nel 991.